# Hokuto Shimoda
Hokuto Shimoda (jap. 下田 北斗, Shimoda Hokuto; * 7. November 1991 in Hiratsuka, Präfektur Kanagawa) ist ein japanischer Fußballspieler.

## Karriere
Hokuto Shimoda erlernte das Fußballspielen in der Universitätsmannschaft der Senshū-Universität. Seinen ersten Profivertrag unterschrieb er 2014 bei Ventforet Kofu. Der Verein aus Kōfu, einer Großstadt auf Honshū, der Hauptinsel Japans, spielte in der höchsten Liga des Landes, der J1 League. Für Kōfu absolvierte er 33 Erstligaspiele. 2016 wechselte er nach Hiratsuka, wo er einen Vertrag beim Erstligisten Shonan Bellmare unterschrieb. Nach einer Saison musste er mit dem Club als 17. der Tabelle den Weg in die Zweitklassigkeit antreten. Ein Jahr später schaffte er mit dem Club als Meister der J2 League den direkten Wiederaufstieg in die erste Liga. Nach dem Aufstieg verließ er Shonan und unterschrieb einen Vertrag bei Kawasaki Frontale. Mit dem Verein aus Kawasaki, einer Stadt auf der Hauptinsel Honshū, wurde er 2018 japanischer Fußballmeister. 2019 gewann er mit Frontale den J.League Cup. Im Finale besiegte man Hokkaido Consadole Sapporo. Nach insgesamt 34 Ligaspielen für Frontale wechselte er im Januar 2021 ablösefrei zum Ligakonkurrenten Ōita Trinita nach Ōita. Am Saisonende 2021 belegte er mit Ōita den 18. Tabellenplatz und musste in die zweite Liga absteigen. Mit Ōita spielte er noch eine Saison in der zweiten Liga. Nach insgesamt 67 Ligaspielen wechselte er zu Beginn der Saison 2023 zum ebenfalls in der zweiten Liga spielenden FC Machida Zelvia. Am Ende der Saison 2023 feierte er mit Machida die Zweitligameisterschaft sowie den Aufstieg in die erste Liga.

## Erfolge
Shonan Bellmare
- Japanischer Zweitligameister: 2017  ▲

Kawasaki Frontale
- Japanischer Meister:2018, 2020
- Japanischer Pokalsieger: 2020
- Japanischer Ligapokalsieger: 2019

FC Machida Zelvia
- Japanischer Zweitligameister: 2023  ▲